# Udo Karg
Udo Evert Karg (2 november 1954) is een Surinaams ondernemer en bestuurder.

## Biografie
Udo Karg richtte op 10 oktober 1990 het visverwerkingsbedrijf SUVVEB NV op met het doel om de lokale markt te beleveren. Mettertijd breidde hij het aantal soorten diepzeevis, kustzeevis en garnalen uit tot vijftien die hij gezouten, gerookt, gedroogd of bevroren verkoopt, zowel geheel als voorgesneden. Ook verwerkt hij vis tot nuggets, vissticks en burgers. Omdat hij aan HACCP-richtlijnen en ISO-normen voldoet, kon hij zijn verkopen uitbreiden naar Nederland, het Verenigd Koninkrijk, de Verenigde Staten en Azië.
Karg was een van de oprichtende leden van de Suriname Seafood Associatie (SSA). Sinds het midden van de jaren 2010 is hij voorzitter van de associatie. Hij kreeg te maken met grote bedreigingen voor de Surinaamse vissector, zoals illegale visvangst door Guyanezen, vijf grote Chinese trawlers in de Surinaamse wateren en piraterij op zee.

## Onderscheidingen
Hij werd op 14 juni 2010 benoemd tot Ridder in de Ereorde van de Gele Ster. 2020 was een zwaar jaar voor hem, toen hij zowel zijn vrouw als zijn moeder verloor. Toen hij twee jaar later werd onderscheiden met de Rotary Vocational Excellence Award, droeg hij de prijs op aan zijn vrouw en moeder. Rotary prees hem als voorbeeld binnen de agrarische sector, omdat hij zich in de visserijsector niet uit het veld heeft laten slaan door tegenslagen en zorgde voor een grote toename van de visexport.